# Časovni pregled zgodovine Prage
Ta članek opisuje zgodovino Prage, glavnega mesta Češke. Datumi so razporejeni kronološko.

## Pred letom 1000
- 870 – Knez Borivoj I. je osnoval Praški grad.
- 872 – Svatopulk je priznal Borivoja; v Prago je prišel velikomoravski škof Metod; Čehi so sprejeli krščanstvo kot »pravo vero«.
- 874 – Krščansko vero sta sprejela tudi Borivoj in Ljudmila.
- 883 – Borivoj je postavil cerkev Sv. Klimenta na Levem Gradcu (Levy Hradec), ki je tudi prva cerkev na Češkem.
- 885 – Zgrajena je bila cerkev Device Marije na Praškem gradu.
- 888-890 – Velika Moravska je osvojila Prago.
- 895 – Po Svatopulkovi smrti je prišlo do odcepitve od Velike Moravske, Spytihnev I. je sklenil vazalno pogodbo z vzhodnofrankovskim kraljem Arnulfom Koroškim (Arnulfem Korutanskym), s čimer naj bi se zaščitil pred Madžari, kar je začetek uvajanja karolinške kulture in latinske liturgije.
- 926+ – Osnovana je bila rotunda Sv. Vida (Vita) na Praškem gradu.
- 932 – Na Praškem gradu so shranili relikvije Sv. Venčeslava (Vaclava).
- 10. stoletje  – Na nasprotnem bregu Vltave so postavili grad Višegrad (Vyšehrad).
- 965 – Nastali so prvi pisani zapisi arabsko-judovskega trgovca Ibrahima Ibn Jakuba o Pragi, piše o bogatem trgovskem mestu iz kamna in apna.
- 973 – Ustanovljena je bila nadškofija, prvi praški škof je bil saški menih Detmar.
- 995 – Praga je ostala edini sedež oblasti v kneževini po pomoru Slavnikovcev.

## 1101–1200
- 1085 – Praga je postala kraljevsko mesto, v katerem ima sedež češki kralj Vratislav I.
- 1158-1172 – Vladislav II. je spet pridobil kraljevski naziv od cesarja Friderika I. Barbarosse v zahvalo za pomoč pri bojnem pohodu v Milano. Praga je tako spet postala kraljevsko mesto.
- 1172 – Dokončana je bila gradnja drugega kamnitega mostu v srednji Evropi - Juditinega mostu.
- 1198 – Praga je postala prestolnica kralja Otokarja I. Přemysla in od leta 1212 tudi njegovih naslednikov (dedičev kraljevskega naziva).

## 1201–1300
- 1230+ – Nastajati je začelo Staro Mesto (Stare Mesto).
- 1257 – Nastala je praška četrt Mala Strana, ki jo osnuje Pšemisl Otokar II. (češko Přemysl Otakar).

## 1301–1400
- 1310–1346 – Po smrti Vaclava III. je postal češki kralj Jan Luksemburški (Lucembbursky).
- Okoli leta 1320 so začeli nastajati Hradčani.
- 1338 – Ustanovljena je bila mestna hiša, magistrat v Starem Mestu, pomen mesta se povečuje.
- 1342 – Poplava je odnesla Juditin most.
- 1344 – Praško škofijo so povišali v nadškofijo, začela se je gradnja stolnice Sv. Vida (Vita, Vaclava in Vojtecha).
- 1346–1378 – Začne se  Doba Karla IV. Luksemburškega. Praga je bila glavno mesto češkega kraljestva in Svetega rimskega cesarstva, pomembno trgovsko križišče in tretje največje mesto v Evropi, nadaljuje se urbanistični razvoj mesta v stilu mogočne gotike.
- 1348 – S Karlovo listino je bila ustanovljena prva univerza v Srednji Evropi, Karlova univerza.
- 1348 – Zasnovano je bilo Novo Mesto (Nove Mesto), istočasno v Starem Mestu izbruhne velik požar.
- 1357 – Peter Parler je začel z gradnjo Karlovega mosta.

## 1401–1500
- 1378–1415 – Krepile so se verske razprtije in družbene napetosti, nastalo je reformistično gibanje, ki ga vodi rektor univerze in pridigar Jan Hus, ki deluje v Betlehemski kapeli. Položaj se zaostri po sežigu Jana Husa, ki so ga na cerkvenem koncilu v Konstanci (češko Kostnica) obsodili in sežgali na grmadi, čeprav mu je cesar Sigismund zagotovil varnost.
- 1419–1437 – Poskusi duhovščine za reformo cerkve so narastli v husitsko revolucijo proti katoliški cerkvi in cesarju.
- Julij 1419 – Prišlo je do prve praške defenestracije občinskih svetnikov iz mestne hiše v Novem Mestu (Novomestska radnice) - množica jih je vrgla skozi okno - to je bila vstaja siromakov, ki jo je vodil husitski pridigar Jan Želivski (Želivsky).
- 1420 – V bitka na gori Vitkov v Pragi je husitska vojska pod vodstvom Jana Žižke porazila križarsko odpravo cesarja Sigismunda Luksemburškega. Posamezni deli Prage se združijo v eno občino, vpliv mestne oblasti pa se razširi.
- 1424 – Nastopila je začasna državljanska vojna, Jan Žižka porazi pri Skalici in Malešovu armado Pražanov in Pansko enoto. Praga spet razpade na posamezna mesta po razkolu med staromestnimi zmernimi husiti in novomestnimi radikalci.
- Maj 1434 – Novo Mesto sta zavzeli vojska Starega Mesta in Panska enota, nekaj dni zatem je Panska enota porazila radikalne sirote pri Lipanih.
- 1458 – Deželni zbor je za kralja v mestni hiši v Starem Mestu izvolil Jurija Podebradskega.
- 1483 – Začela se je vstaja praških meščanov proti poskusom za obnovitev vpliva katoliške cerkve.

## 1501–1600
- 1526 – Ferdinandom I. je zasedel češki prestol (vladavina te dinastije traja vse do leta 1918), s čimer se je začela habsburška dinastija.
- 1547 – Stanovi so neuspešno vstali proti Ferdinandu I., čemur so sledili omejitev mestnih privilegijev, politične oblasti in samostojnosti, zaplemba premoženja in padec v razvoju.

## 1601–1700
- 1583–1612 – V času vladanja Rudolfa II. je Praga postala cesarska prestolnica, že drugič središče družabnega in kulturnega življenja ter izobraženosti, potekala je tudi renesančna prezidava mesta.
- 1618 – Vneti katolik Ferdinand II. je ukinil zagotovljeno versko svobodo in druge pravice, ki jih je uvedel Rudolf, zato je izbruhnila češka stanovska vstaja proti Habsburžanom, zgodila se je druga praška defenestracija (sovražnike so metali skozi okna) na Praškem gradu.
- 1619 – Češki stanovi so za kralja izvolili Friderika V., enega od knezov in člana Protestantske unije.
- 1621 – V novembru je armade čeških stanov v bitki na Beli Gori premagala Ferdinandova armada. »Zimski kralj« Friderik je zbežal iz dežele in vstaja je bila zatrta.
- Junij 1621 – Javno so usmrtili 27 čeških plemičev iz vrst tistih stanov, ki so se uprli cesarju na trgu v Starem Mestu (Staromestske Namesti).
- 1620–1621 – Začelo se je obdobje teme, propadanje češkega jezika in narodne zavesti, preganjanje in eksodus čeških in moravskih protestantov (npr. Vaclav Hollar, Jan Amos Komensky). Pomembne urade prestavijo na Dunaj, Praga politično propade in pade na raven province, sočasno poteka jezuitska rekatolizacija, ustanavljajo se novi samostani in cerkve, katoliško plemstvo gradi nove palače.
- 1627 – Ferdinand II. je razglasil reformirano deželno ureditev, dovoljena je le katoliška vera, kraljevim mestom odvzame skoraj vso politično oblast in utrdi absolutistični režim s centralnimi uradi na Dunaju.
- 1648 – V zadnjem letu švedskega obleganja Prage (od 1618 do 1648 je divjala tridesetletna vojna) pod poveljstvom generala Konigsmarcka so Švedi zasedli zahodni breg Vltave. oplenili samostane na levem bregu, Praški grad in Rudolfinske zbirke, bombardirali vzhodna praška mesta, bili so se boji za Karlov most, vendar je mesto kljubovalo napadom zahvaljujoč avstrijskim okrepitvam, novemu baročnemu utrjevanju mesta in tudi zaradi pomoči »Praških študentov« v boju za most vse do sklenitve Westfalskega miru.
- 1689 – V mestu je izbruhnil velik požar, kar je impulz za gradnjo v stilu praške baročne arhitekture.

## 1701–1800
- 1741 – V vojni za avstrijsko nasledstvo je Prago zasedla francosko-bavarska armada.
- 1744 – Zaradi konflikta v vojni za avstrijsko nasledstvo je Prago zasedla pruska armada.
- 1784 – S patentom cesarja Jožefa II. so se združila do takrat samostojna praška mesta (Hradčani, Mala Strana, Staro mesto in Novo mesto).
- 1791 – V Pragi je potekala prva splošna deželna razstava.

## 1801–1900
- 1784 do 1848 – Potekal je češki narodni preporod, začela se je industrijska revolucija, nastajale so češke institucije, razvijati so se začela industrijska predmestja za obzidjem Prage.
- 1848 – V juniju je prišlo do vstaje radikalnih demokratov, mesto je zasedla cesarska armada, ki jo je vodil maršal A. Windisch-Graetz, ustoličena je bila vojaška diktatura na Češkem.
- 1849–1859 – Ukinjeno je bilo podložništvo, izvajale so se upravne reforme, krepil se je policijski režim, nastopil je čas absolutizma pod ministrom Aleksandrom Bachom.
- 1861–1913 – V mestni upravi je bila zagotovljena češka večina, začela se je modernizacija, vključno z izgradnjo reprezentančnih in javnih objektov: Narodno gledališče, Narodni muzej, Rudolfinum, razgledni stolp na hribu Petŕin, Akademija znanosti. Organizirane so bile politične stranke, potekale so velike družbeno-kulturne prireditve, športne prireditve, etnografska razstava, Vsesokolski zlet itd.
- 1890 – Prago je prizadela stoletna poplava, poplavljeno je bilo Staro mesto vse do Staromestnega trga, voda je podrla nekaj obokov Karlovega mosta.
- 1893 – Začela se je sanacija Starega mesta in Židovske četrti.

## 1901–2000
- 1918 – V oktobru je Češkoslovaška razglasila samostojnost, Praga je postala glavno mesto nove republike, množica meščanov je podrla Marijin steber, kip maršala Radeckega, kip cesarja Franca I. in druge simbole Habsburške monarhije.
- 1922 – Mesto se je razširilo na ozemlje Velike Prage tako, da so k Pragi priključili še 37 okoliških občin, v naslednjih letih se je začel velik kulturni razcvet, razvijali sta se umetnost in arhitektura (avantgarda, funkcionalizem).
- 1923 – Na letališču v Kbelich je začela oddajati radijska postaja.
- 1929 – V septembru so dokončali gradnjo stolnice sv. Vita (po Jožefu Mockerju) ob 1000-letnici nasilne smrti sv. Vaclava.
- 1937 – Otvorili so mednarodno letališče Ruzγne.
- 1938 – Število mestnega prebivalstva je doseglo milijon. Českoslovaška je začela splošno mobilizacijo vojske.
- 1939 – V marcu je Prago zasedla nemška armada, številni prebivalci so emigrirali, okupatorji so razglasili Protektorat Češka in Moravska kot del Nemškega rajha, uveden je bil promet po desni strani ulic.
- 1939 – V novembru so izbruhnile študentske demonstracije proti nacizmu, sledila je smrt Jana Opletala, v protektoratu pa so zaprli vse češke visoke šole, tako da so lahko študentje nadaljevali študij le na nemških visokih šolah.
- 1939–1945 – Češkoslovaška je bila okupirana, dogajale so se usmrtitve, gestapo je zapiral in deportiral politične nasprotnike, zgodil se je propad zgodovinske judovske skupnosti na Češkoslovaškem (okrog 120.000 Judov).
- 1942 – Češkoslovaški padalci, poslani iz Velike Britanije, so izvedli atentat na vodjo protektorata Reiharda Heydricha v Pragi, sledilo je maščevanje okupatorja in policijski teror se je zaostril.
- 1945 – V februarju je Prago napadlo ameriško letalstvo, zaradi napake v navigaciji (piloti so mislili, da so že nad Dresdnom). Bombe so uničile samostan Emauzsky, stavbe v Nuslih in tovarne v Vršovicah.
- 1945 – V maju je prišlo do praške vstaje, ostri boji z lahkim orožjem so potekali povsod v mestu, pogorela je mestna hiša v Starem Mestu, potekale so borbe za stavbo češkega radia, organizirana je bila obramba proti enotam SS na Pankracu, na Jugu Prage so uspešno sodelovali Vlasovci, ameriška delegacija se je pogajala z Nemci, sledil pa je prihod Sovjetske armade prek Ruzyna.
- 1948 – Na oblast na Češkoslovaškem je prišla Komunistična stranka Češkoslovaške - KSČ, kar se je zgodilo po predhodni pripravi terena po vojni ob podpori ZSSR, po februarskem puču, kasneje imenovanem tudi zmagoslavni februar 1948. Zgodil se je drugi val emigracije iz Češkoslovaške, ljudje so množično emigrirali v tujino. Začeli so se politični procesi, podržavljala so se zasebna podjetja, v državi sta bila uvedena cenzura in sistematični policijski nadzor. Mestna uprava je bila reformirana, ukinjen je bil magistrat in okrožja so bila ponovno razdeljena.
- 1953 – Na praznik 1. maja se je začelo oddajanje TV-sporeda češkoslovaške televizije iz zgradbe Meščanska beseda.
- 1960 – Praga je bila razdeljena na nova upravna območja, priključene so ji bile štiri občine. Tega leta so začeli množično graditi blokovska naselja na praški periferiji, zgradbe so gradili iz montažnih elementov.
- 1968 – Obratovati je začelo novo mednarodno letališče v Ruzynu. Pragi so priključili nadaljnjih 21 občin.
- 1968 – Prišlo je do zamenjave v vodstvu KSČ, nov predsednik in vlada sta omogočila demokratične reforme in »socializem s človeškim obrazom«. Zgodila se je praška pomlad. Ukinili so cenzuro, kar je omogočilo pogoje za razvoj političnega življenja in obnovo stikov s svetom. ZSSR in prijateljske – »satelitske« – države so te spremembe kritizirale in nastopile proti desničarskim vplivom.
- 1968 – Poleti so nadaljevali reforme, zaradi česar sta jih svarila ZSSR in Leonid Iljič Brežnjev. Sovjetska armada je bila navzoča na vojaških vajah, te pa so se kar podaljševale. Sledil je ultimat s strani KSSS pri pogajanjih v Čierni nad Tiso.
- 1968 – 21. avgusta so armade Varšavskega sporazuma izvedle invazijo na ČSSR. Prago so zasedli z letalskimi enotami prek letališča v Rizynu. V centru mesta so potekali boji, prebivalci so izvajali državljanske protestne akcije. Vodstvo, vključno z Dubčkom, so odpeljali v Moskvo. Ponižani Dubček je moral umakniti reforme – podpisati je moral Moskovske protokole, nato so ga odstavili. Na Vysočanih so sklicali izredni kongres KSČ.
- 1969 – Zaradi zasedbe so se protestno sežgali Jan Palach, J. Zajic in E. Plock, s protesti pa so državljani nadaljevali tudi na druge načine: proslavo zmage na svetovnem prvenstvu v hokeju so izrabili za protisovjetsko demonstracijo in prišlo je do napadov na Aeroflot. Novo konservativno vodstvo KSČ je nad demonstrante poslalo češkoslovaško armado, ki je demonstracije brutalno zadušila, nato sta sledila legalizacija tega početja in novo obdobje normalizacije, ki pa je trajalo kar 20 let.
- 1970 – Izšla je Razlaga o razvoju krize, potekale so politične čistke v družbi, preverjali so vse člane KSČ, utrjujevali neostalinizem in policijsko državo pod Gustavom Husakom. Pragi so priključili še 4 občine.
- 1973 – V okviru gradnje Severno-južne magistrale so postavili Nuselski most.
- 1974 – Začel se je promet na prvi izmed prihodnjih treh tras metroja. Pragi so priključili še 30 občin, sledila je izgradnja novega naselja v Južnem Mestu.
- 1977 – Objavljena je bila Listina 77, v odgovor nanjo pa so oporečniki objavili Protilistino, sledil je prorežimski kongres čeških pisateljev.
- 1983 – Po obnovi zgradbe so znova odprli Narodno gledališče (Narodni divadlo).
- 1985 – Na stadionu v Strahovu je bila organizirana Spartakiada, ki se je je udeležilo milijon ljudi, to je bila zadnja tovrstna prireditev.
- 1985–1989 – V državi so naraščale gospodarske težave, konkurenčna sposobnost se je manjšala, razmere v mestu so bile vse slabše, prišlo je do težav v prometu, splošni oskrbi, ekoloških razmerah, slabšalo se je stanje zgodovinskega središča mesta, politično vodstvo pa je uvedlo le neznatne spremembe v okviru programa reorganizacije pod vplivom sovjetske perestrojke.
- 1987 – Prago je obiskal Mihail Sergejevič Gorbačov, vendar to ni imelo nobenega posebnega vpliva na življenje v državi.
- 1988 – Ob obletnici demonstracij v avgustu in oktobru se je začelo protirežimsko razpoloženje. Na dan človekovih pravic je bil organiziran prvi dovoljeni shod opozicije na Škroupovem trgu.
- 1989 – V januarju je potekal »Palachov teden« protirežimskih  demonstracij, sledili so policijski posegi, kar je sprožilo nadaljnje demonstracije 21. avgusta in 28. oktobra na trgu sv. Vaclava. Nastopi politične opozicije se okrepijo, prav tako tudi kritike v javnosti.
- 1989 – Od poletja do oktobra se je množično povečevalo število emigrantov iz Nemške demokratične republike, ki so zaprosili za azil na veleposlaništvu Zvezne republike Nemčije. Veleposlaništvo v Pragi je bilo dobesedno oblegano. Zahodnonemške oblasti in Češkoslovaški politični vrh sta pritisnila na DDR, da uredi razmere, posledica tega je bilo odprtje meje med DDR in ZRN, v nadaljevanju pa padec Berlinskega zidu.
- 1989 – V novembru so zadušili študentske manifestacije na Narodni ulici, javnost je burno reagirala, začel se je val stavk in demonstracij več sto tisoč ljudi, zgodila se je »Žametna revolucija«. Na demonstraciji v tovarni ČKD Vysočany so izžvižgali vodjo Praške KSČ M. Štépána. Sledili so pogovori in kompromisi med opozicijo in KSČ. Na vodstvu stranke je K. Urbanek zamenjal M. Jakša.
- 1989 – V decembru se je stopnjeval pritisk javnosti, ker KSČ ni dobila podpore ZSSR, je vlada odstopila. Vstop v vlado so zahtevali nekomunistični poslanci, sledila sta sprememba ustave in črtanje člena o »vodilni vlogi KSČ, Narodni fronti in učenju marksizma«. Odstopil je predsednik Husak.
- 1990 – Pred junijskimi svobodnimi volitvami je odjeknila nepojasnjena eksplozija na Staromestnem trgu. Država ČSSR se je preimenovala v ČSFR – Češko in slovaško federativno republiko.
- 1990 – V Prago sta na zgodovinski obisk prispela papež Janez Pavel II. in ameriški predsednik George Bush. Češkoslovaško so zapustile zadnje enote Sovjetske armade.
- 1991 – Prišlo je do nesoglasij pri pogajanjih o pristojnostih narodnih vlad in v zvezi z nazivom države. Organizirana je bila jubilejna »Splošna deželna razstava«.
- 1992 – Zgodovinsko središče Prage je bilo vpisano na Unescov seznam Sklada svetovne kulturne dediščine. Stopnjevale so se politične razprtije med vladama Češke in Slovaške, končno je bila sprejeta soglasna razdelitev češkoslovaške federacije na dve samostojni državi. Predsednik federacije je odstopil, v decembru pa so sprejeli ustavo Češke republike.
- 1993 – V januarju je postala Praga glavno mesto samostojne Češke republike in njenih institucij.
- 1995 – Izvedena je bila nova upravna razdelitev Prage, uvedena je bila lokalna samouprava za posamezne dele mesta.

## Po letu 2000
- 2000 – Prago so proglasili za eno izmed evropskih kulturnih mest - mesto kulture za leto 2000. Končana je bila tudi obnova Smichova.
- 2000 – V septembru je v Pragi potekal kongres Mednarodnega monetarnega sklada, na ulicah so se vneli spopadi med demonstranti (pretežno tujci), ki so protestirali proti globalizaciji in policijo.
- 2001 – V oktobru je potekalo srečanje voditeljev držav Severnoatlantske zveze, od septembra dalje pa so se močno zaostrili varnostni ukrepi zaradi dogodkov v ZDA. Ambasade in poslopje Radia Svobodna Evropa je zastražila vojska.
- 2002 – V avgustu je Vltava prestopila bregove in poplavila obrežna območja; četrti Zbraslav, Smichov, Mala Strana, severni del Starega Mesta, Holešovice, Bubeneč, Liben in Troja. Evakuirati so morali Karlin, podrlo se je nekaj stavb, poplavljeni so bili tudi odseki metroja v centru mesta. Škoda je bila ogromna.
- 2004 – V maju so potekale uradne proslave ob vstopu države v Evropsko unijo.